# دیوید اسپیدی
دیوید اسپیدی (به انگلیسی: David_Speedie) (زاده ۲۰ فوریه ۱۹۶۰ در گلنرودس) بازیکن فوتبال سابق تیم ملی فوتبال اسکاتلند، چلسی و لیورپول است. اسپیدی ۵ فصل در باشگاه چلسی توپ زده‌است. همچنین وی ۱۰ بازی ملی در کارنامه دارد.
پست تخصصی او در فوتبال مهاجم بود.